# Coupe de France de football 1972-1973
Navigation
Coupe de France 1971-1972 Coupe de France 1973-1974
La Coupe de France de football 1972-1973 est la 56e édition de la compétition. Elle voit la victoire de l'Olympique lyonnais en finale face au FC Nantes, le 17 juin 1973.
Il s'agit de la troisième Coupe de France remportée par les lyonnais.

## Trente-deuxièmes de finale
| Division        | Club                     | Score      | Club                   | Division        |
| --------------- | ------------------------ | ---------- | ---------------------- | --------------- |
| Division 3 (D3) | SC Abbeville             | 2 - 1      | CA Lisieux             | Division 3 (D3) |
| Division 1 (D1) | Olympique de Marseille   | 3 - 2      | AS Monaco FC           | Division 2 (D2) |
| Division 2 (D2) | USM Montélimar           | 4 - 0      | CS Beaucourt           |                 |
| Division 2 (D2) | EDS Montluçon            | 2 - 0      | SC Toulon              | Division 2 (D2) |
| Division 3 (D3) | AS Mutzig                | 1 - 1 a.p. | AJ Auxerre             | Division 3 (D3) |
| Division 1 (D1) | FC Nantes                | 3 - 1      | Angers SCO             | Division 1 (D1) |
| Division 1 (D1) | Nîmes Olympique          | 3 - 1      | Montpellier LSC        | Division 3 (D3) |
| Division 1 (D1) | Paris FC                 | 1 - 0      | SA Épinal              | Division 3 (D3) |
| DH (D4)         | RC France                | 0 - 0 a.p. | AS Aix-en-Provence     | Division 3 (D3) |
| Division 2 (D2) | Stade poitevin PEPP      | 3 - 1      | AS Libourne            | Division 3 (D3) |
| Division 1 (D1) | Stade de Reims           | 6 - 1      | Limoges FC             | Division 2 (D2) |
| Division 2 (D2) | FC Rouen                 | 4 - 0      | Paris Saint-Germain FC | Division 3 (D3) |
| Division 1 (D1) | AS Saint-Étienne         | 2 - 1      | Troyes AF              | Division 2 (D2) |
| Division 1 (D1) | Red Star FC              | 3 - 1      | Stade rennais FC       | Division 1 (D1) |
| Division 1 (D1) | CS Sedan-Ardennes        | 2 - 1      | US Dunkerque           | Division 2 (D2) |
| Division 1 (D1) | FC Sochaux-Montbéliard   | 2 - 1      | AS Nancy-Lorraine      | Division 1 (D1) |
| Division 2 (D2) | CA Mantes-la-Ville       | 2 - 1      | US Toulouse            | Division 2 (D2) |
| Division 1 (D1) | Olympique lyonnais       | 3 - 1      | US Nœux-les-Mines      | Division 3 (D3) |
| Division 1 (D1) | AC Ajaccio               | 1 - 0      | FC Metz                | Division 1 (D1) |
| Division 2 (D2) | AS Angoulême             | 1 - 0      | SM Douarnenez          | DH (D4)         |
| Division 2 (D2) | AC Arles                 | 1 - 1 a.p. | ASCA Wittelsheim       | Division 3 (D3) |
| Division 2 (D2) | Olympique avignonnais    | 3 - 1      | SO Mazamet             | DH (D4)         |
| Division 1 (D1) | SEC Bastia               | 2 - 0      | OGC Nice               | Division 1 (D1) |
| Division 1 (D1) | FC Girondins de Bordeaux | 2 - 0      | SM Caen                | Division 2 (D2) |
| Division 2 (D2) | AS Cannes                | 1 - 0      | RP Strasbourg-Meinau   | Division 1 (D1) |
| Division 2 (D2) | LB Châteauroux           | 4 - 2      | FC Sète                | Division 2 (D2) |
| Division 2 (D2) | Entente Chaumont AC      | 3 - 2      | CS Cuiseaux-Louhans    | Division 2 (D2) |
| Division 2 (D2) | FC Lorient               | 3 - 0      | ES La Rochelle         | Division 3 (D3) |
| Division 2 (D2) | Lille OSC                | 1 - 1 a.p. | RC Lens                | Division 2 (D2) |
| Division 1 (D1) | US Valenciennes-Anzin    | 1 - 0      | SC Amiens              | Division 2 (D2) |
| DSR (D5)        | EA Guingamp              | 4 - 2      | US Le Mans             | Division 2 (D2) |
| Division 2 (D2) | FC Gueugnon              | 3 - 0      | FC Bourges             | Division 2 (D2) |
| Matches rejoués |                          |            |                        |                 |
| Division 3 (D3) | AS Mutzig                | 1 - 0      | AJ Auxerre             | Division 3 (D3) |
| DH (D4)         | RC France                | 3 - 2      | AS Aix-en-Provence     | Division 3 (D3) |
| Division 2 (D2) | AC Arles                 | 2 - 0      | ASCA Wittelsheim       | Division 3 (D3) |
| Division 2 (D2) | Lille OSC                | 2 - 0      | RC Lens                | Division 2 (D2) |

## Seizièmes de finale
| Division        | Club                     | Score      | Club                  | Division        |
| --------------- | ------------------------ | ---------- | --------------------- | --------------- |
| Division 1 (D1) | FC Nantes                | 1 - 0      | CS Sedan-Ardennes     | Division 1 (D1) |
| Division 2 (D2) | AC Arles                 | 2 - 0      | LB Châteauroux        | Division 2 (D2) |
| Division 1 (D1) | Red Star FC              | 2 - 0      | SC Abbeville          | Division 3 (D3) |
| Division 1 (D1) | AS Saint-Étienne         | 1 - 0      | AS Cannes             | Division 2 (D2) |
| Division 2 (D2) | FC Rouen                 | 3 - 2      | FC Gueugnon           | Division 2 (D2) |
| Division 1 (D1) | Stade de Reims           | 1 - 0      | AS Mutzig             | Division 3 (D3) |
| Division 1 (D1) | Paris FC                 | 3 - 2      | SEC Bastia            | Division 1 (D1) |
| Division 1 (D1) | Nîmes Olympique          | 3 - 2 a.p. | US Valenciennes-Anzin | Division 1 (D1) |
| Division 2 (D2) | EDS Montluçon            | 2 - 0      | USM Montélimar        | Division 2 (D2) |
| Division 1 (D1) | Olympique de Marseille   | 2 - 0      | AC Ajaccio            | Division 1 (D1) |
| Division 1 (D1) | Olympique lyonnais       | 2 - 1      | RC France             | DH (D4)         |
| Division 2 (D2) | Lille OSC                | 1 - 1 a.p. | Stade poitevin PEPP   | Division 2 (D2) |
| DSR (D5)        | EA Guingamp              | 2 - 1      | FC Lorient            | Division 2 (D2) |
| Division 1 (D1) | FC Girondins de Bordeaux | 3 - 1      | AS Angoulême          | Division 2 (D2) |
| Division 2 (D2) | Olympique avignonnais    | 1 - 0      | CA Mantes-la-Ville    | Division 2 (D2) |
| Division 1 (D1) | FC Sochaux-Montbéliard   | 3 - 0      | Entente Chaumont AC   | Division 2 (D2) |
| Match rejoué    |                          |            |                       |                 |
| Division 2 (D2) | Lille OSC                | 4 - 3      | Stade poitevin PEPP   | Division 2 (D2) |

## Huitièmes de finale
Fin de l'aventure pour les amateurs de Guingamp (Promotion d'Honneur), qui chutent à Rouen.
| Division        | Club                   | Aller | Total | Retour         | Club                     | Division        |
| --------------- | ---------------------- | ----- | ----- | -------------- | ------------------------ | --------------- |
| Division 1 (D1) | Paris FC               | 2 - 4 | 3 - 4 | 1 - 0          | FC Nantes                | Division 1 (D1) |
| Division 2 (D2) | EDS Montluçon          | 0 - 4 | 1 - 6 | 1 - 2          | Olympique avignonnais    | Division 2 (D2) |
| Division 1 (D1) | Olympique lyonnais     | 3 - 0 | 4 - 3 | 1 - 3          | FC Girondins de Bordeaux | Division 1 (D1) |
| Division 1 (D1) | FC Sochaux-Montbéliard | 3 - 1 | 4 - 4 | 1 - 3, 4-5 tab | Red Star FC              | Division 1 (D1) |
| Division 1 (D1) | Nîmes Olympique        | 2 - 1 | 4 - 1 | 2 - 0          | Stade de Reims           | Division 1 (D1) |
| Division 1 (D1) | AS Saint-Étienne       | 3 - 0 | 7 - 0 | 4 - 0          | AC Arles                 | Division 2 (D2) |
| DSR (D5)        | EA Guingamp            | 0 - 5 | 0 - 8 | 0 - 3          | FC Rouen                 | Division 2 (D2) |
| Division 1 (D1) | Olympique de Marseille | 0 - 1 | 2 - 1 | 2 - 0          | Lille OSC                | Division 2 (D2) |

## Quarts de finale
| Division        | Club                   | Aller | Total | Retour | Club                  | Division        |
| --------------- | ---------------------- | ----- | ----- | ------ | --------------------- | --------------- |
| Division 2 (D2) | FC Rouen               | 2 - 0 | 2 - 6 | 0 - 6  | Olympique avignonnais | Division 2 (D2) |
| Division 1 (D1) | Olympique de Marseille | 1 - 0 | 1 - 4 | 0 - 4  | Olympique lyonnais    | Division 1 (D1) |
| Division 1 (D1) | AS Saint-Étienne       | 2 - 0 | 3 - 5 | 1 - 5  | FC Nantes             | Division 1 (D1) |
| Division 1 (D1) | Nîmes Olympique        | 4 - 2 | 5 - 4 | 1 - 2  | Red Star FC           | Division 1 (D1) |

## Demi-finales
| Division        | Club                  | Aller | Total | Retour | Club               | Division        |
| --------------- | --------------------- | ----- | ----- | ------ | ------------------ | --------------- |
| Division 2 (D2) | Olympique avignonnais | 1 - 0 | 2 - 4 | 1 - 4  | Olympique lyonnais | Division 1 (D1) |
| Division 1 (D1) | Nîmes Olympique       | 0 - 0 | 0 - 3 | 0 - 3  | FC Nantes          | Division 1 (D1) |

## Finale
| Entraîneur : |
| Aimé Mignot  |

| Entraîneur : |
| José Arribas |

| Entraîneur : |
| Aimé Mignot  |

| Entraîneur : |
| José Arribas |